# Ctenotus zebrilla
Ctenotus zebrilla (зебровий гребневухий сцинк) — вид сцинкоподібних ящірок родини сцинкових (Scincidae). Ендемік Австралії.

## Поширення й екологія
Зеброві гребневухі сцинки мешкають у внутрішніх районах Північного Квінсленду, зокрема на півдні півострова Кейп-Йорк. Вони живуть у сухих рідколіссях, що ростуть на піщаних ґрунтах. Відкладають яйця.